# 1529
Il 1529 (MDXXIX in numeri romani) è un anno  del XVI secolo.

## Eventi
- I portoghesi incendiano e saccheggiano Mombasa.
- 29 giugno – Trattato di Barcellona: Il Papa Clemente VII e l'imperatore Carlo V d'Asburgo firmano un accordo di pace nell'ambito della Guerra della Lega di Cognac.
- 5 agosto – Pace di Cambrai: Si conclude la guerra tra Francia e Spagna e Sacro Romano Impero con la definitiva imposizione del dominio spagnolo in Italia.
- 27 settembre - 15 ottobre – Solimano il Magnifico mette sotto assedio Vienna. Il tentativo fallisce per la superiore resistenza opposta dagli abitanti.
- Pieno affrancamento di Algeri all'Impero Ottomano una volta cacciati gli spagnoli, sotto il comando di Khayr al-Din Barbarossa.
- 14 ottobre – Inizia l'assedio di Firenze da parte degli imperiali.
- I due conquistadores spagnoli Diego de Almagro e Francisco Pizarro salpano per le Americhe, intenzionati ad attaccare gli Inca.
- Juan de Gijalba sbarca in California

## Nati

### Gennaio
- 8 gennaio - Giovanni Federico II di Sassonia, duca tedesco († 1595)

### Febbraio
- 15 febbraio - Markus Fugger, banchiere e mercante tedesco († 1597)

### Marzo
- 3 marzo - Alexandru II Mircea, principe († 1577)

### Aprile
- 8 aprile - Giovan Battista Pigna, umanista e letterato italiano († 1575)
- 12 aprile - Annibale Rucellai, vescovo cattolico italiano († 1601)
- 25 aprile - Francesco Patrizi, filosofo e scrittore italiano († 1597)

### Maggio
- 12 maggio - Sabina di Brandeburgo-Ansbach, nobile tedesca († 1575)
- 30 maggio - Giovanni Dolfin, vescovo cattolico italiano († 1584)

### Giugno
- 7 giugno - Étienne Pasquier, scrittore, giurista e storico francese († 1615)
- 14 giugno - Ferdinando II d'Austria, duca († 1595)

### Luglio
- 16 luglio - Pieter Peck, giurista olandese († 1589)
- 20 luglio - Henry Sidney, politico inglese († 1586)
- 24 luglio - Carlo II di Baden-Durlach, nobile tedesco († 1577)

### Agosto
- 31 agosto - Bernardo Davanzati, economista e agronomo italiano († 1606)

### Settembre
- 1º settembre - Taddeo Zuccari, pittore italiano († 1566)
- 25 settembre - Alfonso I Gonzaga, nobile italiano († 1589)
- 25 settembre - Günther XLI di Schwarzburg-Arnstadt, militare e diplomatico tedesco († 1583)

### Ottobre
- 7 ottobre - Laura Lanza, nobile italiana († 1563)
- 26 ottobre - Anna d'Assia, nobile († 1591)

### Dicembre
- 11 dicembre - Fulvio Orsini, umanista, storico e archeologo italiano († 1600)
- 16 dicembre - Laurent Joubert, medico e chirurgo francese († 1583)

### Senza giorno specificato
- Akai Naomasa, militare giapponese († 1578)
- Thomé Andrada de Paiva, missionario portoghese († 1582)
- Antoine d'Estrées, nobile e ufficiale francese († 1609)
- Jacopo VI Appiano, nobile italiano († 1585)
- Asakura Kageaki, militare giapponese († 1574)
- Guillaume Des Autels, scrittore e poeta francese († 1599)
- Jean Bodin, filosofo, economista e giurista francese († 1596)
- Francesco Brina, pittore italiano († 1586)
- Francisco Cabral, gesuita e missionario portoghese († 1609)
- William Courtenay, II conte di Devon, nobile e politico inglese († 1557)
- Guy Du Faur de Pibrac, poeta, magistrato e diplomatico francese († 1584)
- François Dubois, pittore francese († 1584)
- Castore Durante, medico, botanico e poeta italiano († 1590)
- Giovanni Finetti, avvocato e giurista italiano († 1613)
- Raphael Holinshed, scrittore e storiografo inglese († 1580)
- René Goulaine de Laudonnière, esploratore francese († 1574)
- Melchior Lussi, politico e condottiero svizzero († 1606)
- Giacomo Mignanelli, vescovo cattolico italiano († 1576)
- Anne Morgan, nobildonna inglese († 1607)
- Diego Muñoz Camargo, storico e scrittore messicano († 1599)
- Bartolomeo Passarotti, pittore italiano († 1592)
- George Puttenham, scrittore inglese († 1590)
- Ratsada, sovrano siamese († 1534)
- Urban Sagstetter, vescovo cattolico austriaco († 1573)
- Giovanni Battista Santoni, vescovo cattolico e diplomatico italiano († 1592)
- Jost Segesser von Brunegg, ufficiale svizzero († 1592)
- Diederik Sonoy, patriota e militare olandese († 1597)
- Sōma Moritane, militare giapponese († 1601)
- Takeda Nobukado, militare giapponese († 1582)
- Antonio Terminio, poeta e storico italiano († 1581)
- Carlo Theti, architetto italiano († 1589)
- Filippo Tornabuoni, vescovo cattolico italiano († 1559)
- Ukita Naoie, militare giapponese († 1582)
- Simone II Ventimiglia, nobile, politico e militare italiano († 1560)
- Francesco Zamberlan, ingegnere e architetto italiano
- Giambologna, scultore fiammingo († 1608)
- Jean Bastier de La Péruse, poeta e drammaturgo francese († 1554)
- Cristóbal de Molina el cuzqueño, religioso spagnolo († 1585)
- Elisabetta della Rovere, nobildonna italiana († 1561)

## Morti

### Gennaio
- 2 gennaio - Radu V de la Afumați, principe
- 7 gennaio - Peter Vischer il Vecchio, scultore tedesco (n. 1455)
- 9 gennaio - Bernardino Bonsignori, pittore italiano
- 9 gennaio - Wang Shouren, filosofo e funzionario cinese (n. 1472)
- 28 gennaio - Pirro Gonzaga, cardinale italiano (n. 1505)
- 29 gennaio - Andrea Matteo III Acquaviva, condottiero italiano (n. 1458)
- 29 gennaio - Francisco de Cabreza, vescovo cattolico spagnolo

### Febbraio
- 8 febbraio - Baldassarre Castiglione, umanista, letterato e diplomatico italiano (n. 1478)

### Marzo
- 1º marzo - Giovanni Boccardi, artista italiano (n. 1460)
- 15 marzo - Pietro Bon, architetto italiano
- 24 marzo - Jacob Godebrye, cantore e compositore fiammingo
- 28 marzo - Filippo II di Hanau-Münzenberg, tedesco (n. 1501)

### Aprile
- 19 aprile - Johannes Cuspinian, umanista, poeta e diplomatico tedesco (n. 1473)
- 20 aprile - Silvio Passerini, cardinale e vescovo cattolico italiano (n. 1469)

### Maggio
- 1º maggio - Pirro Gonzaga, condottiero italiano (n. 1490)
- 5 maggio - Paolo Emili, umanista e storico italiano
- 8 maggio - Andrea Navagero, poeta, letterato e diplomatico italiano (n. 1483)
- 10 maggio - Luigi da Porto, scrittore e storiografo italiano (n. 1485)
- 12 maggio - Cecily Bonville, VII baronessa Harington, nobile inglese (n. 1460)
- 16 maggio - Francesco Morone, pittore italiano

### Giugno
- 21 giugno - John Skelton, poeta inglese

### Luglio
- 23 luglio - Giacomo Perollo, nobile italiano

### Settembre
- 6 settembre - Georg Blaurock, religioso svizzero (n. 1491)
- 7 settembre - Caterina Aliprandi, monaca cristiana italiana (n. 1466)
- 29 settembre - Fabio Petrucci, politico italiano (n. 1505)

### Ottobre
- 17 ottobre - Kṛṣṇadevarāya, sovrano indiano (n. 1471)
- 18 ottobre - Niccolò di Piero Capponi, politico italiano (n. 1472)
- 28 ottobre - Scipione Caracciolo, vescovo cattolico italiano

### Novembre
- 19 novembre - Camilla Bentivoglio, nobildonna italiana
- 26 novembre - Diego López Pacheco y Portocarrero, nobile spagnolo (n. 1456)

### Dicembre
- 15 dicembre - Girolamo Morone, politico italiano (n. 1470)

### Senza giorno specificato
- Giovanni Barili, scultore e intagliatore italiano
- Vincenzo Barsio, poeta, teologo e filosofo italiano (n. 1490)
- Noel Bauldewijn, compositore fiammingo
- Giovanni Biassa, ammiraglio italiano (n. 1480)
- Girolamo Bonsignori, pittore italiano (n. 1472)
- Roberto Boschetti, condottiero italiano (n. 1472)
- Juan del Encina, poeta, drammaturgo e compositore spagnolo (n. 1468)
- Galeazzo Farnese, condottiero italiano (n. 1477)
- Ranuccio Farnese, condottiero italiano (n. 1509)
- Domenico Gar, scultore francese
- Gentile da Montefeltro, nobildonna italiana (n. 1458)
- Camilla Gonzaga, nobildonna italiana (n. 1488)
- James Hamilton, I conte di Arran, nobile scozzese
- Guillaume de Marcillat, pittore francese (n. 1470)
- Rocco Marconi, pittore italiano
- Ippolito Marsili, giurista italiano (n. 1451)
- Jeronima Merlini, italiana (n. 1503)
- Antonio Minello, scultore italiano
- Marbriano de Orto, compositore fiammingo
- Jean Parmentier, navigatore, cartografo e poeta portoghese (n. 1494)
- Albertino Piazza, pittore italiano (n. 1490)
- Jan Provoost, pittore fiammingo (n. 1465)
- Richard Pynson, tipografo tedesco (n. 1449)
- Ramathibodi II, sovrano siamese (n. 1472)
- Rocco di Tommaso da Vicenza, architetto e scultore italiano
- Filippo Maria de' Rossi, condottiero italiano
- Andrea Sansovino, scultore e architetto italiano
- Maria Savorgnan, nobildonna italiana (n. 1468)
- Pietro Strozzi, condottiero italiano
- Francesco Suriano, francescano italiano (n. 1450)
- Sünbül Efendi, mistico turco (n. 1452)
- Taddeo Taddei, mecenate e umanista italiano (n. 1470)
- Vittore Belliniano, pittore italiano
- Álvaro de Saavedra, navigatore e esploratore spagnolo
- Orlando della Rovere-del Carretto, nobile e arcivescovo cattolico italiano

## Calendario
| Calendario 1529 | Calendario 1529 | Calendario 1529 | Calendario 1529 | Calendario 1529 | Calendario 1529 | Calendario 1529 | Calendario 1529 | Calendario 1529 | Calendario 1529 | Calendario 1529 | Calendario 1529 | Calendario 1529 | Calendario 1529 | Calendario 1529 | Calendario 1529 | Calendario 1529 | Calendario 1529 | Calendario 1529 | Calendario 1529 | Calendario 1529 | Calendario 1529 | Calendario 1529 | Calendario 1529 | Calendario 1529 | Calendario 1529 | Calendario 1529 | Calendario 1529 | Calendario 1529 | Calendario 1529 | Calendario 1529 | Calendario 1529 | Calendario 1529 |
| --------------- | --------------- | --------------- | --------------- | --------------- | --------------- | --------------- | --------------- | --------------- | --------------- | --------------- | --------------- | --------------- | --------------- | --------------- | --------------- | --------------- | --------------- | --------------- | --------------- | --------------- | --------------- | --------------- | --------------- | --------------- | --------------- | --------------- | --------------- | --------------- | --------------- | --------------- | --------------- | --------------- |
|                 | 1               | 2               | 3               | 4               | 5               | 6               | 7               | 8               | 9               | 10              | 11              | 12              | 13              | 14              | 15              | 16              | 17              | 18              | 19              | 20              | 21              | 22              | 23              | 24              | 25              | 26              | 27              | 28              | 29              | 30              | 31              |                 |
| Gennaio         | Ve              | Sa              | Do              | Lu              | Ma              | Me              | Gi              | Ve              | Sa              | Do              | Lu              | Ma              | Me              | Gi              | Ve              | Sa              | Do              | Lu              | Ma              | Me              | Gi              | Ve              | Sa              | Do              | Lu              | Ma              | Me              | Gi              | Ve              | Sa              | Do              |                 |
| Febbraio        | Lu              | Ma              | Me              | Gi              | Ve              | Sa              | Do              | Lu              | Ma              | Me              | Gi              | Ve              | Sa              | Do              | Lu              | Ma              | Me              | Gi              | Ve              | Sa              | Do              | Lu              | Ma              | Me              | Gi              | Ve              | Sa              | Do              |                 |                 |                 |                 |
| Marzo           | Lu              | Ma              | Me              | Gi              | Ve              | Sa              | Do              | Lu              | Ma              | Me              | Gi              | Ve              | Sa              | Do              | Lu              | Ma              | Me              | Gi              | Ve              | Sa              | Do              | Lu              | Ma              | Me              | Gi              | Ve              | Sa              | Do              | Lu              | Ma              | Me              |                 |
| Aprile          | Gi              | Ve              | Sa              | Do              | Lu              | Ma              | Me              | Gi              | Ve              | Sa              | Do              | Lu              | Ma              | Me              | Gi              | Ve              | Sa              | Do              | Lu              | Ma              | Me              | Gi              | Ve              | Sa              | Do              | Lu              | Ma              | Me              | Gi              | Ve              |                 |                 |
| Maggio          | Sa              | Do              | Lu              | Ma              | Me              | Gi              | Ve              | Sa              | Do              | Lu              | Ma              | Me              | Gi              | Ve              | Sa              | Do              | Lu              | Ma              | Me              | Gi              | Ve              | Sa              | Do              | Lu              | Ma              | Me              | Gi              | Ve              | Sa              | Do              | Lu              |                 |
| Giugno          | Ma              | Me              | Gi              | Ve              | Sa              | Do              | Lu              | Ma              | Me              | Gi              | Ve              | Sa              | Do              | Lu              | Ma              | Me              | Gi              | Ve              | Sa              | Do              | Lu              | Ma              | Me              | Gi              | Ve              | Sa              | Do              | Lu              | Ma              | Me              |                 |                 |
| Luglio          | Gi              | Ve              | Sa              | Do              | Lu              | Ma              | Me              | Gi              | Ve              | Sa              | Do              | Lu              | Ma              | Me              | Gi              | Ve              | Sa              | Do              | Lu              | Ma              | Me              | Gi              | Ve              | Sa              | Do              | Lu              | Ma              | Me              | Gi              | Ve              | Sa              |                 |
| Agosto          | Do              | Lu              | Ma              | Me              | Gi              | Ve              | Sa              | Do              | Lu              | Ma              | Me              | Gi              | Ve              | Sa              | Do              | Lu              | Ma              | Me              | Gi              | Ve              | Sa              | Do              | Lu              | Ma              | Me              | Gi              | Ve              | Sa              | Do              | Lu              | Ma              |                 |
| Settembre       | Me              | Gi              | Ve              | Sa              | Do              | Lu              | Ma              | Me              | Gi              | Ve              | Sa              | Do              | Lu              | Ma              | Me              | Gi              | Ve              | Sa              | Do              | Lu              | Ma              | Me              | Gi              | Ve              | Sa              | Do              | Lu              | Ma              | Me              | Gi              |                 |                 |
| Ottobre         | Ve              | Sa              | Do              | Lu              | Ma              | Me              | Gi              | Ve              | Sa              | Do              | Lu              | Ma              | Me              | Gi              | Ve              | Sa              | Do              | Lu              | Ma              | Me              | Gi              | Ve              | Sa              | Do              | Lu              | Ma              | Me              | Gi              | Ve              | Sa              | Do              |                 |
| Novembre        | Lu              | Ma              | Me              | Gi              | Ve              | Sa              | Do              | Lu              | Ma              | Me              | Gi              | Ve              | Sa              | Do              | Lu              | Ma              | Me              | Gi              | Ve              | Sa              | Do              | Lu              | Ma              | Me              | Gi              | Ve              | Sa              | Do              | Lu              | Ma              |                 |                 |
| Dicembre        | Me              | Gi              | Ve              | Sa              | Do              | Lu              | Ma              | Me              | Gi              | Ve              | Sa              | Do              | Lu              | Ma              | Me              | Gi              | Ve              | Sa              | Do              | Lu              | Ma              | Me              | Gi              | Ve              | Sa              | Do              | Lu              | Ma              | Me              | Gi              | Ve              |                 |